# Georgetown (Pennsylvania)
Georgetown  è una borough degli Stati Uniti d'America, nella contea di Beaver nello Stato della Pennsylvania. Secondo il censimento del 2000 la popolazione è di 182 abitanti.

## Società

### Evoluzione demografica
La composizione etnica vede una esclusività della razza bianca (100,00%), dati del 2000.
| borough di Georgetown Popolazione |     |
| 2000                              | 182 |
| Stima al 2009                     | 155 |